# Liste von Persönlichkeiten der Stadt Freiburg im Üechtland
Diese Liste enthält in Freiburg (französisch Fribourg) geborene Persönlichkeiten. Die Liste ist alphabetisch sortiert und erhebt keinen Anspruch auf Vollständigkeit.

## A
- Joaquim Adão (* 1992), angolanisch-schweizerischer Fussballspieler
- Adriano (* 1944), Dirigent und Komponist
- David Aebischer (* 1978), Eishockeytorhüter
- Max Aebischer (1914–2009), Schweizer Gewerkschafter und Politiker (CVP)
- Michel Aebischer (* 1997), Schweizer Fussballspieler
- Patrick Aebischer (* 1954), Schweizer Neurowissenschaftler
- Georges Aeby (Komponist) (1902–1953), Schweizer Komponist
- Georges Aeby (Fussballspieler) (1913–1999), Schweizer Fußballspieler
- Paul Aeby (1841–1898), Schweizer Politiker (CVP)
- Pierre Aeby (1884–1957), Nationalrat und Stadtammann
- Stefan Aeby (* 1979), Schweizer Jazzmusiker
- Stanislas Aeby (1848–1914), Schweizer Politiker und Staatsrat des Kantons Freiburg
- Mia Aegerter (* 1976), Sängerin und Schauspielerin
- Louis d’Affry (1743–1810), Landammann und Feldmarschall
- Franz von Affry (1667–1734), französischer Generalleutnant
- Dominique Andrey (* 1955), Korpskommandant
- Emile Angéloz (1924–2022), Bildhauer, Lithograf und Zeichner
- Musa Araz (* 1994), Fussballspieler
- Ignace Ardieux (1650–1684), Missionar

## B
- Bruno Baeriswyl (1941–1996), Maler
- Joseph Beck (1858–1943), Moraltheologe
- Jean Nicolas Elisabeth Berchtold (1789–1860), Schweizer Politiker und Staatskanzler des Kantons Freiburg
- Alain Berset (* 1972), Ständerat und Bundesrat
- Christoph Bertschy (* 1994), Schweizer Eishockeyspieler
- Frédéric Bielmann (1801–1865), Schweizer Politiker
- René Binz (1902–1989), Schweizer Politiker
- Émile Bise (1859–1931), Schweizer Politiker und Staatskanzler des Kantons Freiburg
- Modeste Bise (1829–1907), Schweizer Politiker und Staatsrat des Kantons Freiburg
- Paul-Alcide Blancpain (1839–1899), Schweizer Brauereiunternehmer
- Louis de Boccard (1866–1956), Südamerikanischer Entdecker, Fotograf und Farmer
- Paul Boesch (1889–1969), Künstler
- Aloys Boller (1825–1882), Bildhauer und Unternehmer in Worms, Deutschland
- Adrien Bossel (* 1986), Tennisspieler
- Jean Bourgknecht (1902–1964), Nationalrat, Ständerat und Bundesrat
- Martine Brunschwig Graf (* 1950), Staatsrätin, Nationalrätin, Präsidentin der Eidgenössischen Kommission gegen Rassismus
- Hiram Brülhart (1878–1947), Schweizer Maler
- Georg Brun (* um 1500–1552), Lehrer und Bühnenautor
- Christophe Büchi (* 1952), Journalist und Buchautor
- Daniele Buetti (* 1955), bildender Künstler
- Dominique de Buman (* 1956), Nationalrat und Stadtammann
- Jean-François-Marcellin Bussard (1800–1853), Schweizer Politiker und Rechtswissenschaftler

## C
- Louis Cardinaux (1859–1914), Schweizer Politiker und Staatsrat des Kantons Freiburg
- Thierry Carrel (* 1960), Herzchirurg
- André Castella (1805–1873), Schweizer Politiker und Staatsrat des Kantons Freiburg
- Thomas Castella (* 1993), Schweizer Fussballspieler
- Liliane Chappuis (1955–2007), Nationalrätin
- Marc Chardonnens (1960–2020), von 2016 bis 2020 Direktor des schweizerischen Bundesamtes für Umwelt (BAFU).
- Caroline Charrière (1960–2018), Komponistin und Dirigentin
- Frédéric Chassot (* 1969), Schweizer Fussballspieler
- Isabelle Chassot (* 1965), Schweizer Politikerin
- Richard Chassot (* 1970), Präsident des Schweizer Radsportverbandes Swiss Cycling
- Etienne Chatton (1875 oder 1876–1902), Schweizer Straftäter, letzte Hinrichtung im Kanton Freiburg und der Romandie
- Romain Chatton (1876–1941), Schweizer Politiker und Staatsrat des Kantons Freiburg
- Antoine Claraz (1909–1997), Maler, Zeichner, Bildhauer und Kunstpädagoge
- Georges Claraz (1832–1930), Naturforscher
- Charles Clerc (* 1943), Journalist und Fernsehmoderator
- Al Comet (* 1959), Keyboarder
- Gérard Corboud (1925–2017), Sammler, Mäzen und Philanthrop
- Christophore Cosandey (1818–1882), Schweizer römisch-katholischer Geistlicher
- Roselyne Crausaz (* 1943), Schweizer Politikerin (CVP)
- Peter Cyro (1495–1564), Stadtschreiber in Bern und Unterstützer der dortigen Reformation

## D
- Elisabeth Déglise (1931–1999), Politikerin (CVP)
- Joseph Deiss (* 1946), Nationalrat und Bundesrat
- Eugène Deschenaux (1874–1940), Jurist und Politiker
- Gauthier Descloux (* 1996), Schweizer Eishockeytorhüter
- Herbert Hubert von Diesbach (1669–1742), sächsischer Generalmajor
- Johann Friedrich von Diesbach-Steinbrugg ( 1677–1751), österreichischer Feldzeugmeister, Reichsgraf von Diesbach und 1. Fürst von St. Agatha
- Louis de Diesbach (1843–1921), Landwirt und Politiker
- Antoine Dousse (1924–2006), Buchhändler, Gymnasiallehrer und Schriftsteller

## E
- Madeleine Eggendorffer (1744–1795), Verlegerin und Buchhändlerin aus dem Kanton Freiburg
- Augustin Egger (1830–1866), Politiker
- Vincent Eltschinger (* 1970), Schweizer Indologe und Buddhismuskundler

## F
- Peter Falck (um 1468–1519), Politiker, Diplomat und Gelehrter
- Hugo Fasel (* 1955), Schweizer Politiker
- René Fasel (* 1950), Eishockeyspieler und -funktionär
- Mergim Fejzullahu (* 1994), Fussballspieler
- Nicolas Fiva (1609–1640), Mathematiker und Jesuit
- Pascal Flammer (* 1973), Architekt
- Isabelle Flükiger (* 1979), Schriftstellerin
- Jean Folly (1810–1854), Schweizer Politiker und Jurist
- Jules Folly (1846–1906), Schweizer Ingenieur und Oberst
- Charles-Aloyse Fontaine (1754–1834), Pädagoge und Jesuit
- Jean-Claude Fontana (1929–2020), Fotograf
- Ilse Franke-Oehl (1881–1938), österreichische Schriftstellerin
- Hans Fries (1460–1523), Maler

## G
- Danielle Gagnaux-Morel (* 1963), Schweizer Politikerin und Staatskanzlerin des Kantons Freiburg
- Abraham Gemperlin (ca. 1550–vor 1639), Drucker
- Frédéric Gendre (1819–1900), Schweizer Jurist und Politiker
- Robert Gendre (1739–1812), Abt im Zisterzienserkloster Hauterive
- Jean Baptiste Girard (1765–1850), Pädagoge
- Jean-Joseph Girard (1766–1831), Abt des Klosters Hauterive
- Anne-Elisabeth Gottrau (1607–1657), Mystikerin und Zisterzienserin
- Mathilde Gremaud (* 2000), Freestyle-Skierin
- Franz Joseph Nikolaus Griset de Forell (1701–1786), Malteserritter, Prinzenerzieher, kursächsischer Hofmarschall und Minister
- Johann Joseph Griset de Forell (1741–1820), Hauptmann der Schweizergarde in Kursachsen, kursächsischer General der Infanterie und Prinzenerzieher
- Franz Guillimann (1568–1612), Historiker und Poet
- Gustav (* 1975), Musiker

## H
- Max Haller (1879–1949), evangelischer Geistlicher und Hochschullehrer an der Universität Bern
- Pierre Hemmer (1950–2013), Unternehmer der IT-Branche, M&Cnet
- Stéphane Henchoz (* 1974), Fussballspieler und Trainer
- Léon Hertling (1867–1948), Architekt
- Johann Jakob Hess (1866–1949), Ägyptologe

## J
- Françoise Jaquet (* 1957), Präsidentin des Schweizer Alpen-Club
- Benoît Jecker (* 1994), Schweizer Eishockeyspieler
- Max Jendly (* 1945), Jazzmusiker und Musiklehrer
- Roger Jendly (* 1938), Schweizer Schauspieler
- Renata Jungo Brüngger (* 1961), Schweizer Juristin
- Erwin Jutzet (* 1951), Nationalrat und Staatsrat

## K
- Léon Kern (1894–1971), Historiker und Bundesarchivar
- Caroline Kilchenmann (* 1984), Biathletin
- Camillo Klenze (1865–1943), schweizerisch-US-amerikanischer Germanist, Amerikanist und Kulturpolitiker
- Patrick Koller (* 1972), Basketballspieler, -trainer und -funktionär
- Gilbert Kolly (* 1951), Schweizer Jurist und Bundesrichter
- Jean-Claude Kolly (* 1961), Schweizer Dirigent
- Nicolas Kolly (* 1986), Schweizer Politiker
- Noémie Kolly (* 1998), Schweizer Skirennläuferin
- Urs Kolly (* 1968), Leichtathlet
- Franz Peter König von Mohr, (1594―1647), Söldnerführer (im kaiserlichen Heer), Schultheiss von Freiburg, Freiherr von Billens
- Franz Kuenlin (1781–1840), Grossrat und Autor

## L
- Michel Layaz (* 1963), Schriftsteller
- Oskar Leimgruber (1886–1976), Bundeskanzler
- Claude Longchamp (* 1957), Historiker und Politikwissenschaftler

## M
- Felix Mambimbi (* 2001), Fussballspieler
- Pascal Mancini (* 1989), Leichtathlet
- Daniel Manzato (* 1984), Eishockeyspieler
- Marcello (1836–1879), Bildhauerin
- Christophe Joachim Marro (1800–1878), Schweizer Politiker und Richter
- Fabian Marti (* 1979), Künstler
- Paul Mayer (1873–1955), Unternehmer
- Henri Meyer (1856–1930), Architekt
- Matthieu Michel (* 1963), Jazzmusiker
- Nicolas Michel (* 1949), Jurist und Hochschullehrer
- Alain Miéville (* 1985), Eishockeyspieler
- Georges de Montenach (1862–1925), Autor und Politiker
- Jean de Montenach (1766–1842), erster Stadtammann
- Pierre de Montenach (1633–1707), römisch-katholischer Geistlicher und Bischof von Lausanne
- Carl Vital Moor (1852–1932), Journalist, Politiker und Geheimagent
- Killian Mottet (* 1991), Schweizer Eishockeyspieler
- Harold Mrazek (* 1973), Basketballspieler
- Manon Mullener (* 1997), Jazzmusikerin
- Jean-Marie Musy (1876–1952), Schweizer Politiker

## N
- Armand Niquille (1912–1996), Maler
- Jeanne Niquille (1894–1970), Archivarin
- François Nordmann (* 1942), Diplomat
- Patrick Nordmann (1949–2022), Journalist, Radiomoderator und Komiker
- Hugo Noth (* 1943), Akkordeonist und Hochschullehrer

## O
- Jean-Baptiste d’Odet (1752–1803), Bischof

## P
- Marcel Papaux (1960–2023), Jazzschlagzeuger
- Dominik Perler (* 1965), Philosoph
- Joseph Piller (1890–1954), Schweizer Rechtswissenschaftler, Politiker und Richter am Bundesgericht
- Isabelle Pilloud (* 1963), Künstlerin
- Antoine-Philippe Progin (1833–1871), Schweizer Politiker und Staatskanzler des Kantons Freiburg
- Georges Python (1856–1927), schweizerischer Politiker (CVP)
- José Python (1901–1976), Schweizer Politiker (konservativ), Staatsrat des Kantons Freiburg

## Q
- Maxime Quartenoud (1897–1956), Schweizer Politiker

## R
- Jules Repond (1853–1933), 24. Kommandant der Päpstlichen Schweizergarde
- Paul Repond (1856–1919), Psychiater
- Hans Reyff (um 1570–1652), Politiker
- Jean-François Reyff (um 1614–1673), Schweizer Baumeister, Bildhauer und Grossrat
- Fridolin Reynold (1820–1898), Schweizer Politiker
- Gonzague de Reynold (1880–1970), Schweizer Schriftsteller
- Romano Riedo (* 1957), Schweizer Fotograf
- Jean-François Rime (* 1950), Nationalrat
- Michel Ritter (1949–2007), Kurator
- Michel Roggo (* 1951), Schweizer Fotograf
- Anton Rotzetter (1939–2016), Schweizer Kapuziner und Buchautor
- Arnold Ruffieux (1843–1872), Schweizer Politiker und Staatskanzler des Kanton Freiburg
- Carl Rütti (* 1949), Komponist, Pianist und Organist

## S
- Itha Stucki († 1442 ), Opfer der Hexenverfolgung
- Peter Stucki († 1442 ), Opfer der Hexenverfolgung
- Lauriane Sallin (* 1993), Schweizer Model und Miss Schweiz 2015
- Léon Savary (1895–1968), Schriftsteller und Journalist
- Henri Gaspard de Schaller (1828–1900), Schweizer Politiker
- Julien Schaller (1807–1871), Schweizer Politiker
- Tristan Scherwey (* 1991), Schweizer Eishockeyspieler
- Christian Schneuwly (* 1988), Schweizer Fussballspieler
- Marco Schneuwly (* 1985), Schweizer Fussballspieler
- Urs Schwaller (* 1952), Ständerat
- Ursula Schwaller (* 1976), Schweizer Sportlerin
- Franz Joseph Seedorf; eigentlich Franz Joseph Fegeli (1691–1758), Jesuit und einflussreicher Berater zweier pfälzischer Kurfürsten
- Jo Siffert (1936–1971), Rennfahrer
- Philippe Siffert (* 1971), Unternehmer und Autorennfahrer
- Ceslas Spicq (1901–1992), französische Dominikanerbruder und Hochschullehrer an der Universität Freiburg
- Julien Sprunger (* 1986), Schweizer Eishockeyspieler
- Jean-François Steiert (* 1961), Nationalrat
- Frédérick Steinmann (* 1953), Bildhauer, Maler und Installationskünstler

## T
- Anna Techtermann (1576–1654), Äbtissin der Abtei Magerau in Freiburg
- Pierre Tercier (* 1943), Rechtswissenschaftler
- Anne-Lise Thurler (1960–2008), Schriftstellerin
- Jean Tinguely (1925–1991), Künstler
- Jérôme Thomas (* 1963), Jazzmusiker
- Emmanuel Thumbé (1712–1761), römisch-katholischer Geistlicher und Abt von Kloster Hauterive
- Konrad Treger (1480–1542), katholischer Theologe

## V
- Frédéric Vaillant (1801–1880), Schweizer Politiker
- Andrea Vasella (* 1943), Chemieprofessor
- Daniel Vasella (* 1953), Manager
- Jean-Luc Vez (1957–2017), Verwaltungsjurist
- Alfred Vonderweid (1804–1881), Schweizer Politiker und Staatsrat des Kantons Freiburg
- Marcel Vonderweid (1866–1948), Schweizer Politiker und Staatsrat des Kantons Freiburg
- Beat Vonlanthen (* 1957), Schweizer Politiker (CVP)

## W
- Frédéric Wandelère (* 1949), Schriftsteller und Übersetzer
- Leila Wandeler (* 2006), Fussballspielerin
- Marie-Thérèse Weber-Gobet (* 1957), Nationalrätin
- Antonin Weissenbach (1850–1921), Schweizer Politiker und Staatsrat des Kantons Freiburg
- Bernard Weck (1890–1950), Schweizer Politiker und Staatsrat des Kantons Freiburg
- Charles Weck (1837–1931), Schweizer Politiker und Staatsrat des Kantons Freiburg
- Rodolphe de Weck-Bussy (1826–1861), Politiker
- Antoinette de Weck-de Boccard (1868–1956), Malerin und Illustratorin
- Ernest de Weck (1860–1919), Privatbankier und Politiker
- Eugène de Weck (1872–1912), Schweizer Landschaftsmaler, Zeichenlehrer und Restaurator
- Hervé de Weck (* 1943), Schweizer Militärhistoriker
- Louis Weck (1867–1916), Schweizer Politiker und Staatsrat des Kantons Freiburg
- Louis de Weck-Reynold (1823–1880), Schweizer Politiker und Staatsrat des Kantons Freiburg
- Philippe de Weck (1919–2009), Bankier
- Roger de Weck (* 1953), Publizist
- Rodolphe Weck-Bussy (1826–1861), Schweizer Politiker und Staatsrat des Kantons Freiburg
- Karl Emanuel von der Weid (1786–1845), General und Politiker
- François Romain Werro (1796–1876), Politiker
- Romain Werro (1796–1876), Schweizer Politiker und Staatsrat des Kantons Freiburg
- Sebastian Werro (1555–1614), Schweizer Theologe
- Sandra Wohlhauser (* 1975), Richterin
- Charles de Wuilleret (1853–1918), Jurist, Politiker und Verbandsfunktionär
- Madeleine Wuilloud (* 1946), schweizerische Skirennläuferin

## Y
- Pierre Tobie Yenni (1774–1845), Bischof von Lausanne-Genf (1815–1845)

## Z
- Leandro Zbinden (* 2002), schweizerisch-brasilianischer Fussballtorhüter
- Arlette Zola (* 1949), Sängerin
- Sus Zwick (* 1950), Künstlerin in den Bereichen Video, Installation, Performance und Musik